# Parroquia de Santa Inés (Zacatelco)
La Parroquia de Santa Inés, es una iglesia católica ubicada en la ciudad de Zacatelco, en el estado mexicano de Tlaxcala. Fue construido en la segunda mitad del siglo XVIII, reemplazando al original del siglo XVI. Se considera como el símbolo arquitectónico religioso más representativo del sur del Tlaxcala. El templo está catalogado como monumento histórico con el código 00448 por el Instituto Nacional de Antropología e Historia (INAH).
Es de estilo plateresco y contiene elementos decorativos como pilastras poligonales con hojas de acanto. En su interior cuenta con una base de pilastras estriadas de capiteles, jónicos y techumbres. Mide 56 metros de largo por 11.26 de ancho y 14.20 de alto. La cúpula es semejante a la de la Catedral de Puebla.

## Historia
El templo de Santa Inés fue construido en la segunda mitad del siglo XVII, que reemplazó la edificación original del siglo XVI, su portada es de estilo plateresco, y contiene elementos decorativos como pilastras poligonales con hojas de acanto que enmarcan las imágenes alusivas a Inés de Roma.
El principal retablo dedicado a Santa Inés, es de estilo barroco salomónico elaborado de madera, sujeto al muro posterior del templo, siendo este uno de los principales patrimonios culturales e históricos con el que cuenta la parroquia.
Describiendo en forma escalonada, del piso hacia la bóveda del presbiterio, se ubican el basamento, el sotobanco, la predela —plataforma sobre la que se asienta un altar—, tres cuerpos divididos por cornisas en forma de molduras y el remate de medio punto.
En el interior posee de una pila de agua bendita en una sola pieza, la cual fue cincelada en piedra basáltica a principios del siglo XVII, en sus costados fueron labrados heráldicos de Jesucristo, pertenecientes a la Orden Franciscana.

## Festividades del templo
- 21 de enero, fiesta patronal.
- 27 de junio, fiesta del Sagrado Corazón de Jesús, templo en Xochicalco.
- 10 de agosto, fiesta del pueblo de San Lorenzo Axocomanitla.
- 23 de octubre, fiesta en la capilla del Niño Doctor.
- 1 de diciembre, llegada de Santa Inés a la parroquia.
- 12 de diciembre, fiesta de la virgen de Guadalupe, en Xitototla.

## Galería de imágenes

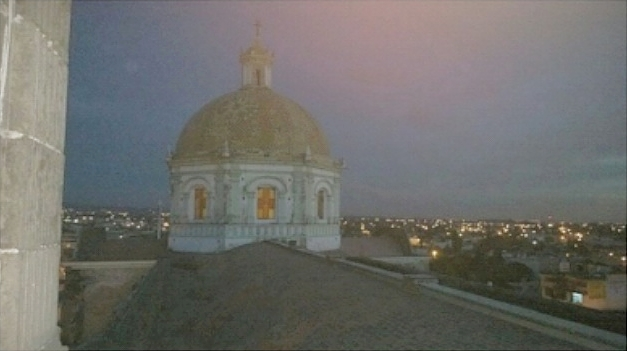
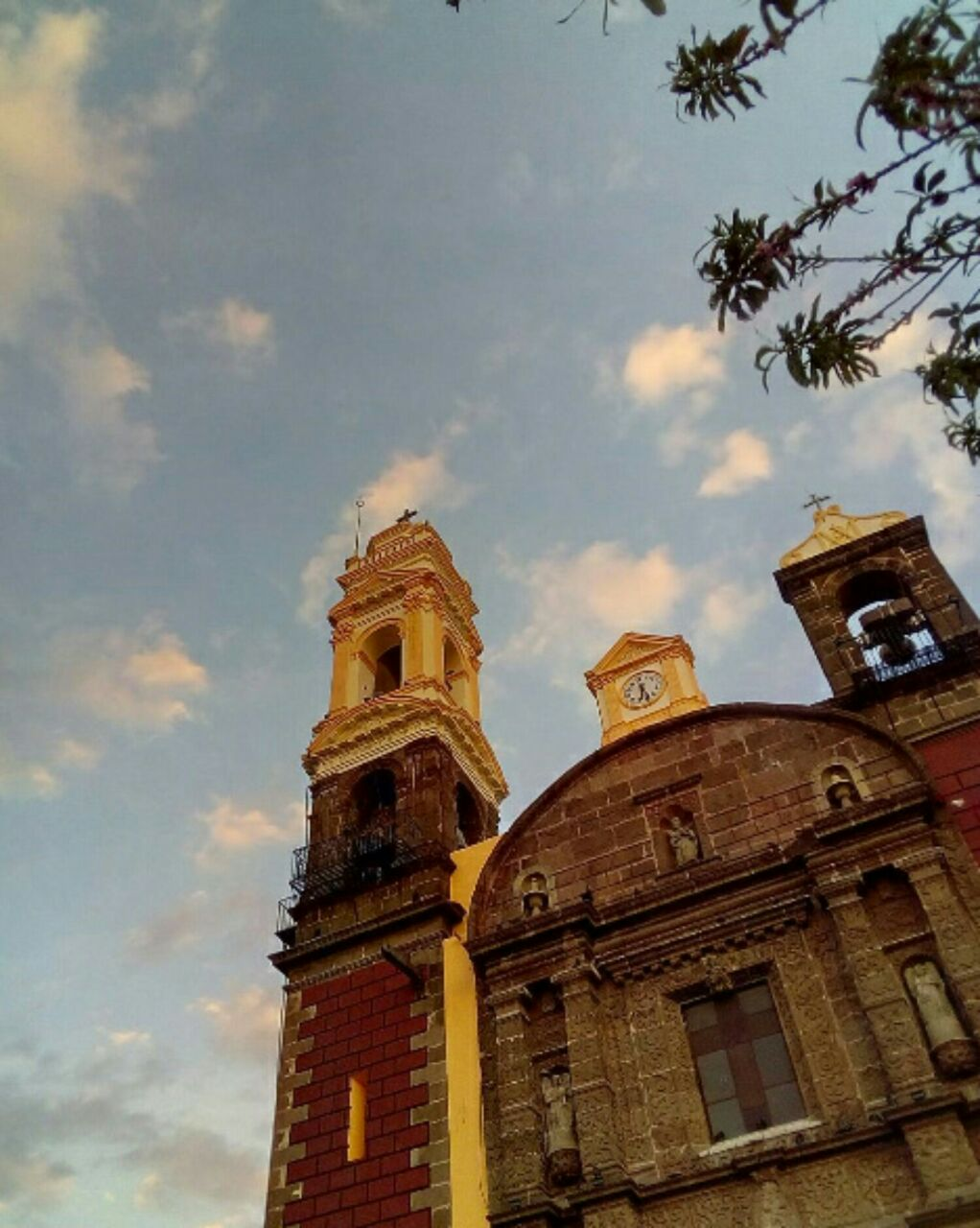
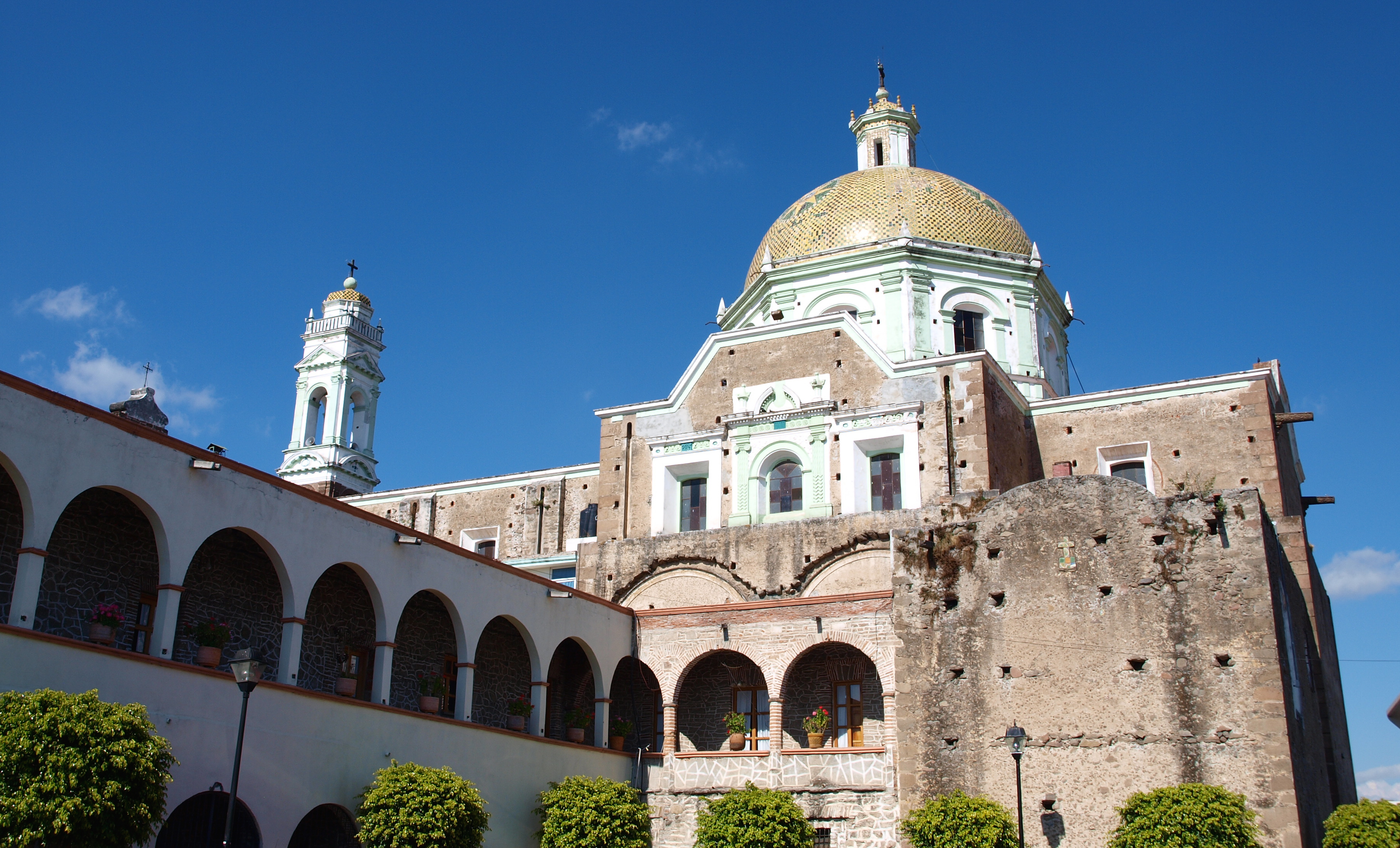
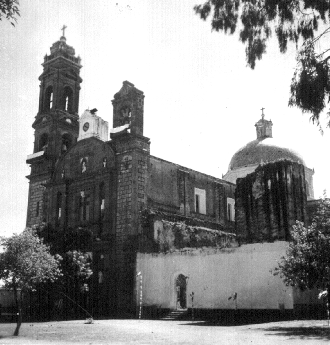